# 楊守愚 (嘉靖進士)
楊守愚（1506年—？），字子發，直隸大名府大名縣人，軍籍，明朝政治人物。

## 生平
順天府鄉試第一百二十八名舉人。嘉靖二十九年（1550年）中式庚戌科會試第二百三十六名，三甲第一百五十七名進士。初任大理评事，有能名。历山西僉事。及參議雲中，營兵以缺饷譁噪，守愚一言定之，晚乃告歸。子杨之大，亦以能文世其家。

## 家族
曾祖楊安；祖父楊輅，散官；父楊希哲，母李氏。慈侍下。